# Шпаковский, Михал

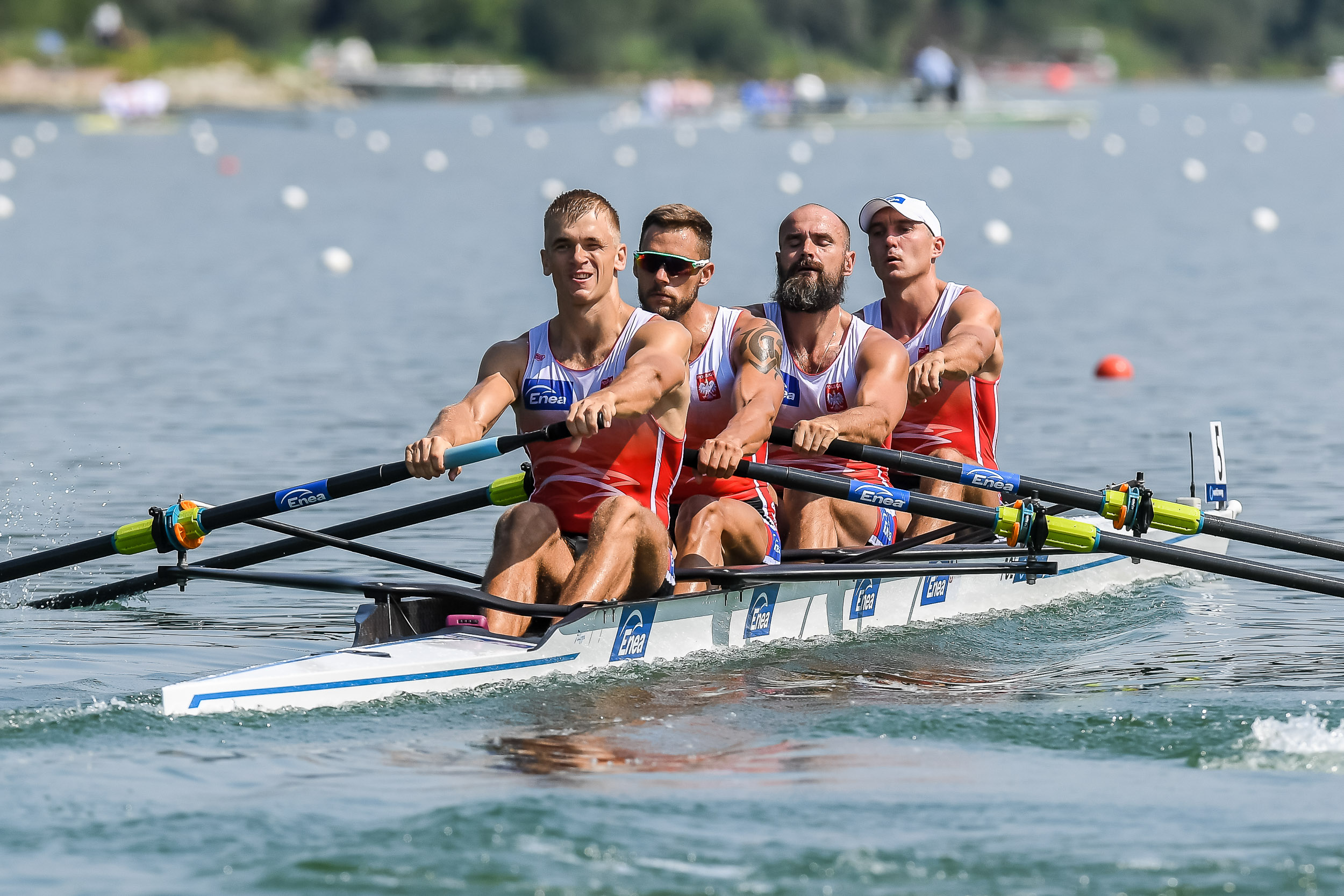
Чемпионат мира 2019 — М. Шпаковский первый слева

Ми́хал Шпако́вский (пол. Michał Szpakowski; род. 23 апреля 1989, Торунь) — польский спортсмен по академической гребле, участник Летних Олимпийских игр 2012 и Летних Олимпийских игр 2016, чемпион мира и Европы.
В 2009 году за спортивные достижения награждён польским знаком отличия «Крест Заслуги».

## Биография
Михал Шпаковский родился 23 апреля 1989 года. Обладатель золотых медалей на чемпионатах Европы по академической гребле (2009, 2011, 2012). Победитель чемпионата мира по академической гребле (2019), участник Летних Олимпийских игр 2012, Летних Олимпийских игр 2016 и Летних Олимпийских игр 2020.
Учился в Университете экономики в Быдгоще.
У него есть два ребёнка (сын и дочь) от Марты Адамчак.

## Карьера
Начал заниматься академической греблей в возрасте 14 лет после того, как отец записал его в клуб AZS UMK в Торуни.
Михал Шпаковский в 2009 году на чемпионате мира в Познани стал четвёртым в составе восьмёрки с рулевым. В 2010, 2011 и 2013 годах он также принимал участие на мировых чемпионатах, но медалей не завоевал. На Олимпийских играх 2012 года в Лондоне стал седьмым. В 2011 году был признан спортсменом года в Быдгоще.
В 2014 году на чемпионате мира в Амстердаме впервые в карьере завоевал медаль мирового первенства, став вторым в составе восьмёрки с рулевым. В 2015 году поляки не сумели повторить этот успех, заняв лишь восьмое место.
На Олимпиаде-2016 в Бразилии, которая стала для Михала второй в карьере, он занял пятое место в восьмёрке с рулевым.
В 2017 году Шпаковский стал серебряным призёром чемпионата Европы в Рачице. В 2018 экипаж из Польши стал лишь седьмым на соревнованиях в Глазго, и такой же результат был показан на чемпионате мира в Пловдиве, но в новой для себя дисциплине четвёрке без рулевого.
С 2019 года Михал Шпаковский выступает в составе четвёрки без рулевого. На чемпионате Европы в Люцерне он завоевал серебро, а на чемпионате мира в Линце впервые в карьере стал чемпионом мира. В том же году завоевал золото в Пловдиве и бронзу в Познани на этапе Кубка мира.
В 2021 году завоевал серебро и бронзу на этапах Кубка мира в Загребе и Сабаудии, соответственно. Принял участие на Олимпийских играх в Токио, которые стали для поляка третьими в карьере. Он впервые выступал в составе четвёрки без рулевого на главном старте четырёхлетия, но не сумел завоевал медали, вновь став седьмым.